# Кривошапко, Галина Михайловна
Гали́на Миха́йловна Кривоша́пко (17 июня 1916 года — 6 февраля 2013 года) — советский и российский дирижёр и педагог. Заслуженная артистка РСФСР (1958), заслуженный деятель искусств РСФСР (1972), народная артистка Якутской АССР (1957).

## Биография
Родилась в городе Омске.
В 1937 году стала пианисткой Клуба железнодорожников. С 1940 года по 1941 год — хормейстер Омского областного Дома пионеров и школьников.
В феврале 1941 году по совету врачей переезжает в Якутск. Работала пианисткой, а затем художественным руководителем и дирижёром симфонического оркестра Якутского радиокомитета. В 1943 году выходит замуж за Захара Тимофеевича Тюнгюрядова. В ноябре 1944 года становится членом ВКП(б).
В декабре 1957 года стала художественным руководителем и главным дирижёром Московских вечеров якутской литературы и искусства.
В 1959 году окончила Московскую государственную консерваторию имени П. И. Чайковского по классу оперно-симфонического дирижирования профессора Бориса Хайкина.
С 1959 года — главный дирижёр Якутского государственного музыкально-драматического театра. В 1961 году впервые в Якутии была осуществлена постановка балета Чайковского «Лебединое озеро».
С октября 1965 года — главный дирижёр, затем дирижёр-консультант симфонического оркестра Национальной вещательной корпорации «Саха».
Стала инициатором, организатором и художественным руководителем уникальной грамзаписи якутского народного эпоса олонхо «Ньургун Боотур Стремительный».
В 1970-е годы благодаря инициативе Галины Михайловне при Якутском государственном университете создан «Клуб любителей классической музыки».
Её выступления с симфоническими оркестрами Москвы, Ленинграда, других городов СССР, Большого театра, академический оркестр Ленинградской филармонии записаны в «золотой фонд» Всесоюзного радио.
Исполнила впервые с симфоническим оркестром Гостелерадио Якутской АССР все 41 симфонии Моцарта (со вступительными комментариями).
Стала автором единственного теоретического труда в области музыкознания: «Музыкальная культура якутского народа», ведущая радио и телевизионных циклов на Гостелерадио ЯАССР. Написала ряд книг, одна из которых, «Пространство моей души», была издана в 2002 году.
Скончалась Галина Михайловна 6 февраля 2013 года.

## Награды и звания
- Заслуженная артистка РСФСР (8 января 1958)
- Народная артистка Якутской АССР (1957)
- Заслуженный деятель искусств РСФСР (24 июня 1972 года)
- Орден «Полярная Звезда» (Якутия) (2011)[2][3]
- Государственная премия Республики Якутия им. П. А. Ойунского[4]
- Почётный гражданин Республики Саха (Якутия) (2002)[4][5]

## Память
16 декабря 2013 года Президент Республики Якутия подписал указ о присвоении Якутской филармонии имени Галины Кривошапко.